# 卡洛·比奥蒂
卡洛·比奥蒂（Carlo Biotti，1901年—1977年12月10日），意大利法官，曾任AC米兰足球俱乐部董事会董事。卡洛·比奥蒂（Carlo Biotti），与乔瓦尼·法尔科内（Giovanni Falcone）和保罗·博尔塞利诺（Paolo Borsellino）一起，
被认为是意大利司法历史上最重要和最受尊敬的法官之一。
比奥蒂在1971年曾是朱塞佩·皮内利遗孀诉警察局负责人路易吉·卡拉布雷西案的主审法官。皮内利是意大利无政府主义者，他在1969年12月发生的丰塔纳广场爆炸案后被警方扣留，并在3天后从警局4楼坠亡，而卡拉布雷西是参与审讯的3位警官之一。事后的调查报告指出该事件中警方没有过错。此案审理期间，比奥蒂曾要求重新挖出已埋葬的皮内利的尸体检查，而卡拉布雷西的律师声称比奥蒂在一次私下谈话中承认他对此案已有意见，他不相信皮内利是坠楼身亡，因此要求比奥蒂回避。最终比奥蒂被迫回避，此案的调查也被推迟了2年，挖出皮内利遗体也没有得到实行。
比奥蒂为了证明自己的清白而进行了多年抗争，1974年被宣告无罪。